# نينليل

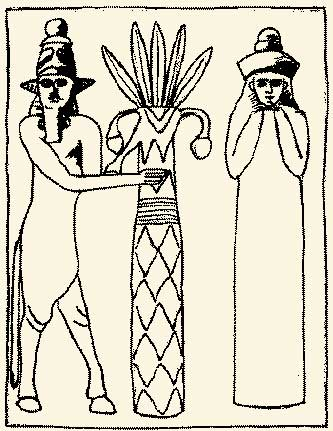
رسم لإنليل ونينليل مأخوذ من زخرفة جدارية لسوزا. الآلهة إنليل (بحوافر وقرون الإله الثور) والسيدة نينليل.

نينليل ومعناها بالسومرية نين ليل أي سيدة الحقل المفتوح أو سيدة الريح وسمت كذلك صود وبالأشورية سميت ميليلتو أو موليسو، وهي إحدى آلهة بلاد الرافدين وألتي عبدها السومريون والأكديون والبابليون والآشوريون وهي والدة الإله نيسابا وابنة الإله أنو وأنتو، وبعض الأساطير ذكرت أنها ابنة هايا (إله الحكايات) ونونبارسيغونو (إلهة الشعير)، ومصادر أخرى ذكرت أنها ابنة الإلهة نامو وأنو. وهي أيضاً زوجة الإله إنليل، ذكرت الأساطير بأنها تعيش في دلمون مع عائلتها. 
ذكرت الأساطير أن إنليل أحبها وضاجعها بعد أن أخذ شكل الماء فأنجبت نانا إله القمر المستقبلي. وكعقاب لإنليل على مضاجعته تم إرساله إلى العالم السفلي حيث بوابة ارشكيجال ولكن ننليل تعلقت به فلحقته. إنليل هذه المرة أخذ شكل حارس البوابة وضاجعها لتنجب نيرغال إله الموت. بعد ذلك أخذ إنليل شكل رجل زورق وضاجعها مرة أخرى وأنجبت إنبيلولو إله الأنهار والقنوات. ذكرت بعض المصادر بكونها والدة الإله نينورتا وألذي تمكن من قتل الشيطان عسق. بعد موته أصبجت نينليل إلهة الريح مثل إنليل. وأصبحت إلهة الريح الجنوبية، وقد تم الإشارة لها في قصة أسطورة أدبا ومثل زوجها إرتبطت بالريح الشمالية الباردة. ولقبت بسيدة الريح. ربطت بوقت لاحق بالشيطانة ليليتو وألتي تعتبر أصل الشيطانة العبرية ليليث.